# Клуг, Рольф
Рольф Клуг (нем. Rolf Klug) — немецкий кёрлингист.
В составе мужской сборной ФРГ участник трёх чемпионатов мира (лучший результат — шестое место в 1969).
Играл на позициях первого и второго.

## Команды
| Сезон   | Четвёртый            | Третий           | Второй       | Первый         | Турниры           |
| ------- | -------------------- | ---------------- | ------------ | -------------- | ----------------- |
| 1966—67 | Давид Лампль         | Гюнтер Хуммельт  | Оттмар Пебст | Рольф Клуг     | ЧМ 1967 (7 место) |
| 1967—68 | Вернер Фишер-Вепплер | Херберт Келльнер | Рольф Клуг   | Хайнц Келльнер | ЧМ 1968 (8 место) |
| 1968—69 | Вернер Фишер-Вепплер | Херберт Келльнер | Рольф Клуг   | Хайнц Келльнер | ЧМ 1969 (6 место) |

(скипы выделены полужирным шрифтом)